# Římskokatolická farnost Křemže
Římskokatolická farnost Křemže je územní společenství římských katolíků v rámci českokrumlovského vikariátu Českobudějovické diecéze.

## O farnosti

### Historie
Z roku 1351 je jménem znám první plebán v Křemži. Původně gotický farní kostel byl přestavěn novogoticky v 19. století. Roku 1902 byla na místě starší sakrální stavby vystavěna hřbitovní kaple sv. Voršily.

#### Přehled duchovních správců
- 1679 (říjen-listopad) P. Jindřich Snopek, O.Cist. (administrátor)
- 1679-1682 P. Guilielmus Fidler, O.Cist. (administrátor)
- 1688-1696 P. Georgius Landsknecht, O.Cist. (farář)
- 1696-1701 P. Lukáš Vespasianus, O.Cist. (farář)
- 1701-1730 P. Nivard Accent, O.Cist. (farář)
- 1730-1733 P. Benedikt Ryba, O.Cist. (farář)
- 1733-1740 P. Jan Nepomuk Nosek, O.Cist. (farář)
- 1740-1744 P. Augustin Stráský, O.Cist. (farář)
- 1755-1757 P. Galganus Müller, O.Cist. (farář)
- 1757-1770 P. Jan Nepomuk Nosek, O.Cist. (farář /opět/)
- 1770-1772 P. Hyacint Sladkovský, O.Cist. (administrátor)
- 1772-1774 P. Kristian Goltsch, O.Cist. (administrátor)
- 1774-1777 P. Zikmund Dvořák, O.Cist. (administrátor)
- 1777-1778 P. Augustin Hromada, O.Cist. (administrátor)
- 1778-1790 P. Gabriel Arnost, O.Cist. (administrátor)
  - 1783-1785 P. Otto Borový, O.Cist. (výpomocný duchovní)
- od r. 1934 R.D. Štěpán Pařízek (farář)
- 1964–1965 R.D. František Pernegr (interkalární administrátor)
- 1965–1980 R.D. Josef Kníže (administrátor)
- 1980–1981 R.D. Václav Habart (administrátor ex currendo z Boršova nad Vltavou)
- 1981–1985 R.D. Karel Pavel Janeček (administrátor + ex currendo Kamenný Újezd)
- 1985–1996 R.D. František Hranáč (farář)
- 1996–2016 R.D. Andrzej Urbisz (administrátor)
- od r. 2016 R.D. Mgr. Petr Hovorka (administrátor)

### Současnost
Farnost Křemže je střediskem farního obvodu (kollatury), která zahrnuje také ex currendo spravované farnosti Brloh, Černice, Chvalšiny a Zlatá Koruna.
| Kostel                         | Místo  | Bohoslužba                   | Bohoslužba                              | Poznámka     |
| ------------------------------ | ------ | ---------------------------- | --------------------------------------- | ------------ |
| Kostel sv. Michaela archanděla | Křemže | neděle pondělí čtvrtek pátek | 9.30 8.00 (mimo červenec a srpen) 18.00 | farní kostel |
| Kaple                          | Loučej | neslouží se pravidelně       | neslouží se pravidelně                  | obecní kaple |
| Kaple                          | Mříč   | neslouží se pravidelně       | neslouží se pravidelně                  | obecní kaple |
| Kaple sv. Prokopa              | Stupná | neslouží se pravidelně       | neslouží se pravidelně                  | obecní kaple |